# Jerzy Silberring
Jerzy Silberring (ur. 30 maja 1949 w Krakowie) – polski biochemik, profesor nauk biologicznych, pracownik naukowy Akademii Górniczo-Hutniczej.

## Życiorys
Urodził się w Krakowie w rodzinie żydowskiej jako syn chemika Adama Silberringa (1921–2011) i Teofili z domu Nussbaum (1925–2010). Jest profesorem i byłym kierownikiem Katedry Chemii Analitycznej i Biochemii (działającej wówczas pod nazwą Katedry Biochemii i Neurobiologi) Wydziału Inżynierii Materiałowej i Ceramiki AGH oraz Centrum Materiałów Polimerowych i Węglowych Polskiej Akademii Nauk. Dawniej także profesor w Środowiskowym Laboratorium Analiz Fizykochemicznych i Badań Strukturalnych UJ oraz Centrum Chemii Polimerów PAN. Specjalizuje się w biochemii, neurochemii i spektrometrii mas.
W 1997 r. na Wydziale Biologii i Nauk o Ziemi Uniwersytetu Jagiellońskiego uzyskał stopień doktora habilitowanego nauk biologicznych w zakresie biochemii za pracę pt. Proteinazy trawiące dynorfiny – izolacja, charakterystyka oraz rola w patofizjologii ośrodkowego układu nerwowego. W 2001 r. nadany mu został tytuł profesora nauk biologicznych.